# Atherigona rubricornis
Atherigona rubricornis är en tvåvingeart som beskrevs av Stein 1913. Atherigona rubricornis ingår i släktet Atherigona och familjen husflugor. Inga underarter finns listade i Catalogue of Life.